# Ameivula
Ameivula – rodzaj jaszczurek z rodziny tejowatych (Teiidae).

## Zasięg występowania
Rodzaj obejmuje gatunki występujące w Brazylii, Boliwii, Paragwaju i Argentynie. 

## Systematyka

### Etymologia
Ameivula (rodz. żeński): zdrobnienie nazwy rodzaju Ameiva Meyer, 1795.

### Podział systematyczny
Takson wyodrębniony z Cnemidophorus. Do rodzaju należą następujące gatunki: 
- Ameivula abalosi (Cabrera, 2012)
- Ameivula apipensis Arias, Recoder, Álvarez, Etchepare, Quipildor, Lobo & Rodrigues, 2018
- Ameivula cipoensis Arias, Carvalho, Zaher & Rodrigues, 2014
- Ameivula confusioniba (Arias, De Carvalho, Rodrigues & Zaher, 2011)
- Ameivula jalapensis (Colli, Giugliano, Mesquita & Franca, 2009)
- Ameivula mumbuca (Colli, Caldwell, Costa, Gainsbury, Garda, Mesquita, Filho, Soares, Silva, Valdujo, Vieira, Vitt, Werneck, Wiederhecker & Zatz, 2003)
- Ameivula nativo (Rocha, Bergallo & Peccinini-Seale, 1997)
- Ameivula nigrigula (Arias, De Carvalho, Rodrigues & Zaher, 2011)
- Ameivula ocellifera (Spix, 1825)
- Ameivula pyrrhogularis (Basto da Silva & Ávila-Pires, 2013)
- Ameivula xacriaba Arias, Texeira Jr., Recoder, Carvalho, Zaher & Rodrigues, 2014